# Elvisov sendvič
Elvisov sendvič je znamenit prigrizek, ki ga je osnoval in oboževal Elvis Presley. Recept za pripravo Elvisovega sendviča: rezino belega kruha namažemo s kikirikijevim maslom. Eno zrelo banano pretlačimo in jo naložimo na kruh. Pokrijemo z drugo rezino kruha, stisnemo in popečemo v opekaču, ali pa sendvič zlato popečemo v ponvi na žlici kikirikijevega masla.